# Le 51e État
Pour le vocabulaire politique, voir 51e État.
Pour plus de détails, voir Fiche technique et Distribution.
Le 51e État (The 51st State ou Formula 51) est un film britannico-canadien réalisé par Ronny Yu, sorti en 2001.

## Synopsis
Arrêté pour consommation de marijuana dans les années 1970, Elmo McElroy n'a finalement pas pu exercer comme pharmacologue. Trente ans plus tard, Elmo est devenu un chimiste un peu fou travaillant pour le narco-trafiquant « Le Lézard ». Elmo met au point le P.O.S. 51, une drogue « parfaite » qui donne l'impression que Dieu lui-même est venu vous faire signe. Bien décidé à commercialiser son petit chef-d'œuvre sans intermédiaire, Elmo se débarrasse de son encombrant patron, Le Lézard, pour rallier l'Angleterre - le 51e État des États-Unis d'après Elmo. Il est accueilli par Felix DeSouza, un petit malfrat de Liverpool travaillant pour Leopold Durant. Grand bavard et fan du Liverpool Football Club, Felix ne supporte pas tout ce qui est américain et préfèrerait assister au match contre Manchester United. De plus, Elmo ignore que son ex-patron est toujours vivant, déterminé à se venger et à mettre la main sur la formule chimique. Le Lézard envoie à ses trousses la superbe et dangereuse tueuse à gages Dakota Parker. Des policiers et des skinheads totalement barrés sont également sur leurs traces.

## Fiche technique
Sauf indication contraire, les informations mentionnées dans cette section peuvent être confirmées par la base de données cinématographiques IMDb,  présente dans la section « Liens externes ».
- Titre français : Le 51e État
- Titre québécois : Formule 51
- Titre original : The 51st State
- Autre titre anglophone : Formula 51
- Réalisation : Ronny Yu
- Scénario : Stel Pavlou (en)
- Musique : Headrillaz (Caspar Kedros et Darius Kedros)
- Photographie : Hang-Sang Poon
- Montage : David Wu
- Décors : Alan MacDonald
- Costumes : Kate Carin
- Production : Jonathan Debin, András Hámori, Malcolm Kohll (en), Seaton McLean (en) et David Pupkewitz (en)

Production déléguée : Stephanie Davis, Samuel L. Jackson, Eli Selden et Julie Silverman
- Sociétés de production : Focus Films (en), Fifty First Films, National Lottery, Artists Production Group, Canadian Film or Video Production Tax Credit ; en association avec le Film Council et The Film Consortium
- Société de distribution : Momentum Pictures (Royaume-Uni), Alliance Atlantis Communications (Canada), Metropolitan Filmexport (France)
- Budget : 27 millions de dollars[1]
- Pays d'origine :  Royaume-Uni et  Canada
- Langue originale : anglais
- Format : Couleurs (DeLuxe) - 2,35:1 - DTS / Dolby Digital / SDDS - 35 mm
- Genre : comédie d'action, thriller
- Durée : 92 minutes
- Dates de sortie :
  -  Royaume-Uni : 7 décembre 2001
  -  France : 10 juillet 2002
  -  Belgique : 11 septembre 2002

## Distribution
- Samuel L. Jackson (VF : Thierry Desroses) : Elmo McElroy
- Robert Carlyle (VF : Éric Herson-Macarel) : Felix DeSouza
- Emily Mortimer (VF : Julie Dumas) : Dawn « Dakota » Parker
- Meat Loaf (VF : Claude Brosset) : Le Lézard
- Rhys Ifans (VF : Jean-François Vlérick) : Iki
- Sean Pertwee (VF : Bruno Dubernat) : l'inspecteur Virgil Kane
- Ricky Tomlinson (en) (VF : Michel Fortin) : Leopold Durant
- Christopher Hunter (VF : Yves Beneyton) : Lawrence
- Nigel Whitmey (en) : le policier de la route
- Robert Jezek (en) : le prêtre
- Jake Abraham : Konokko
- Mac McDonald : M. Davidson
- Aaron Swartz : M. Yuri
- David Webber : M. Jones
- Michael J. Reynolds : M. Escobar
- Junix Nocian : M. Ho-Fat
- Paul Barber : Frederick
- Angus MacInnes : Pudsey Smith

## Production

### Genèse et développement
Stel Pavlou (en) commence l'écriture du scénario dès 1994, alors qu'il fait ses études à Liverpool. Il s'inspire en partie de lui et ses amis pour les personnages. Par ailleurs, son idée est de transposer le commerce triangulaire d'esclaves noirs dans le trafic de stupéfiants et dans le monde moderne. Avec son partenaire Mark Aldridge, il approche des producteurs au festival de Cannes. Stel Pavlou envisage initialement de le réaliser lui-même, pour un budget d'environ un million de livres sterling. Mais il peine à le financer. Cinq ans plus tard, un budget de 28 millions de dollars est finalement réuni, entre le Canada et le Royaume-Uni. Samuel L. Jackson rejoint le projet dans le rôle principal, alors que Stel Pavlou avait initialement écrit le rôle pour Laurence Fishburne. Samuel L. Jackson officie également comme producteur et suggère d'engager le réalisateur hongkongais Ronny Yu, impressionné par son travail sur La Fiancée de Chucky (1988). Tim Roth ou Uli Edel avaient également été envisagés comme réalisateurs.

### Tournage
La majorité du tournage a lieu à Liverpool (les rives de la Mersey, les docks, le Pier Head et le Royal Liver Building, l'India Building, Water Street, le stade d'Anfield, St. George's Hall, ...), excepté le début du film tourné à Los Angeles, une scène de voiture à Manchester et une autre au château de Cholmondeley dans le Cheshire,

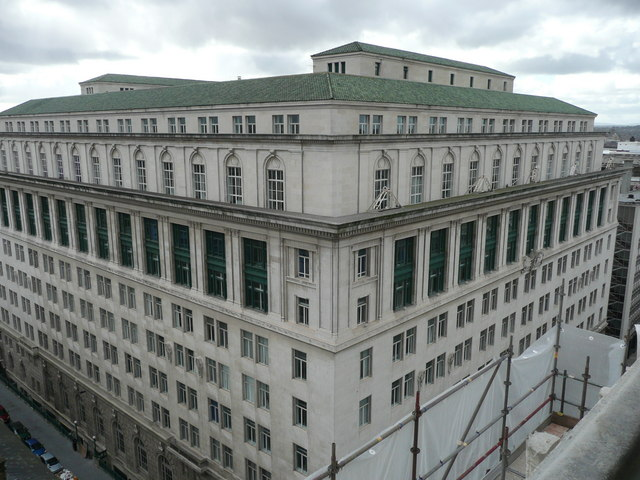
Les India Buildings
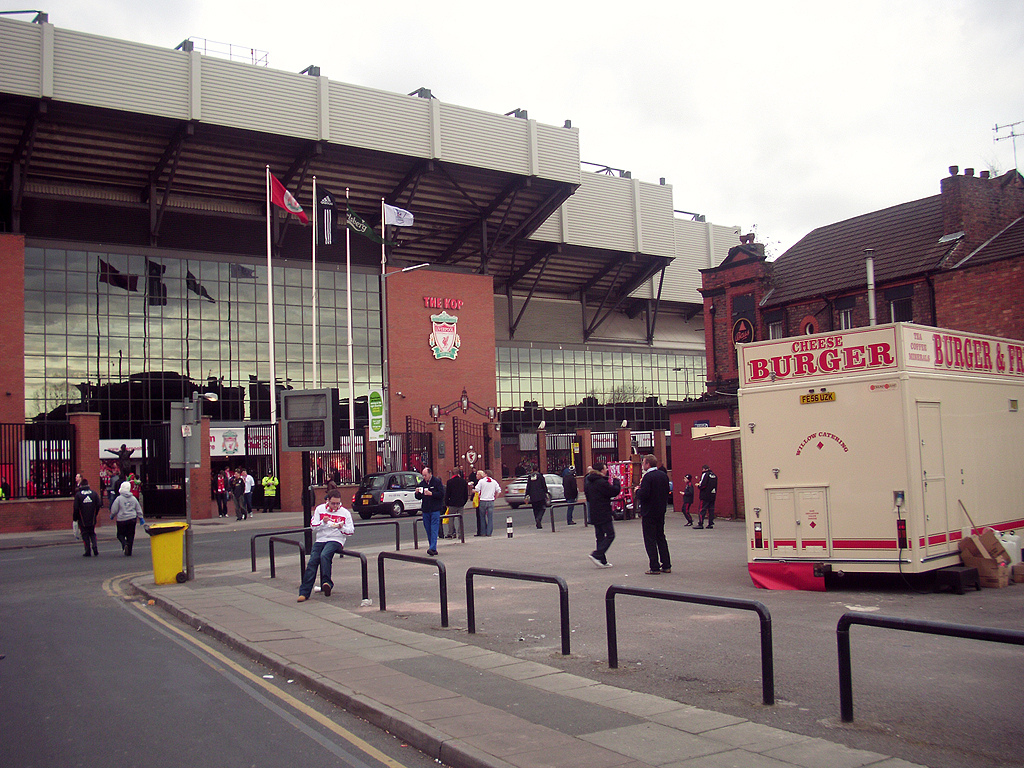
Le stade d'Anfield
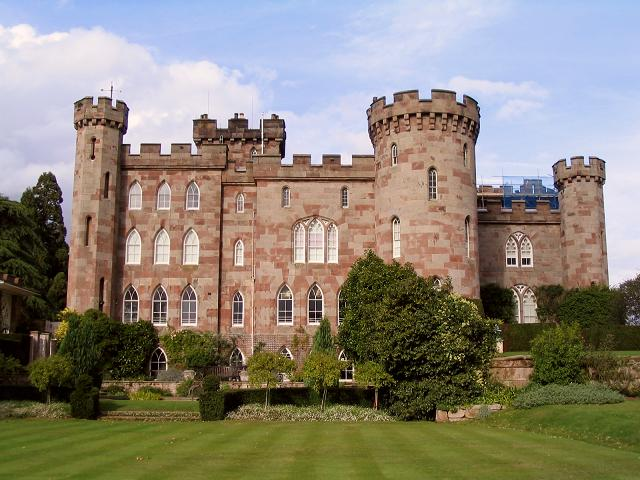
Le château de Cholmondeley
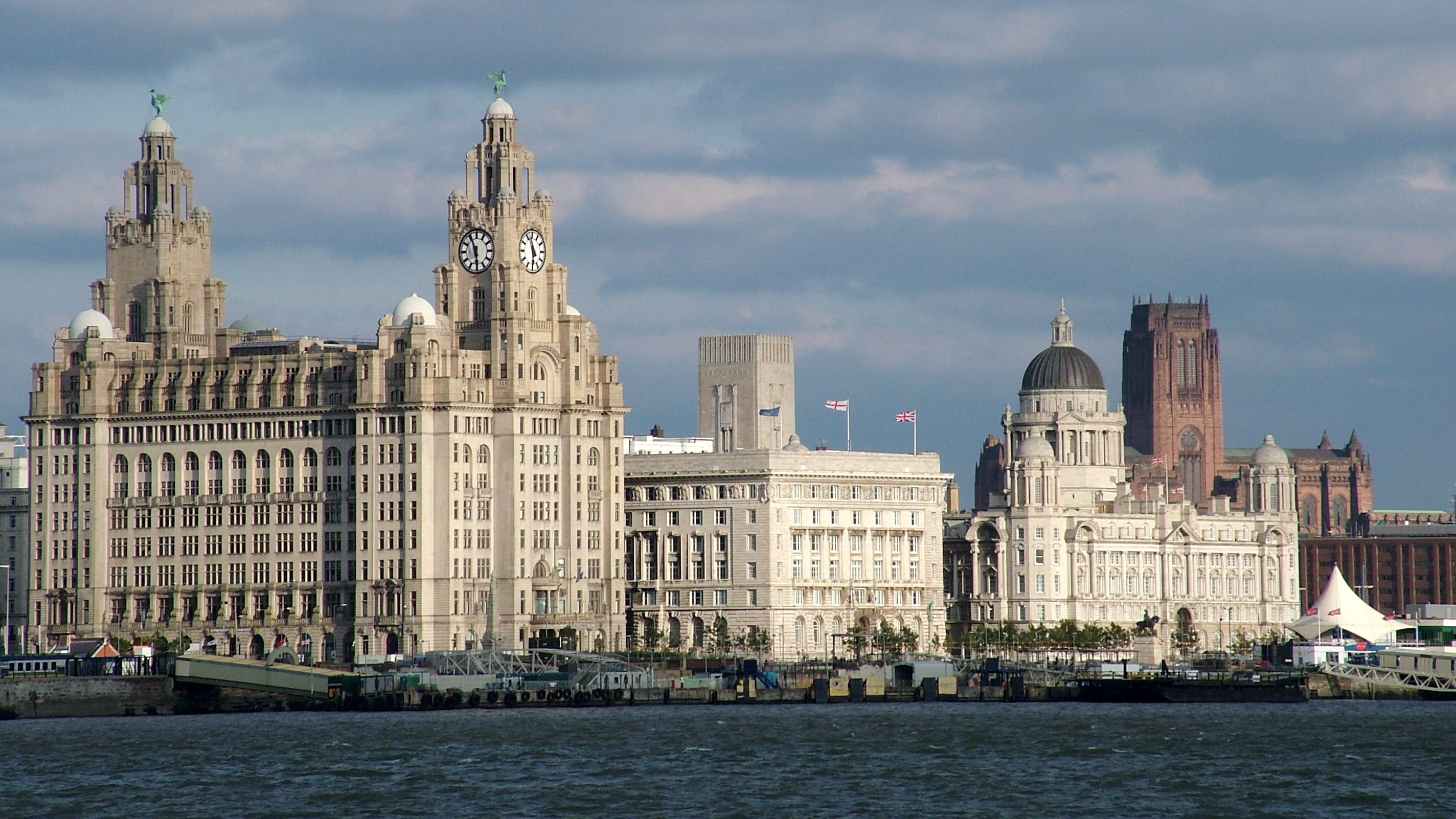
Le Pier Head

## Accueil

### Critique
Le film reçoit des critiques globalement négatives. Sur l'agrégateur américain Rotten Tomatoes, il récolte 26% d'opinions favorables pour 103 critiques et une note moyenne de 4,3⁄10. Sur Metacritic, il obtient une note moyenne de 23⁄100 pour 29 critiques.
En France, le film obtient une note moyenne de 2,6⁄5 sur le site AlloCiné, qui recense 11 titres de presse.

### Box-office
| Pays ou région    | Box-office      | Date d'arrêt du box-office | Nombre de semaines |
| ----------------- | --------------- | -------------------------- | ------------------ |
| États-Unis Canada | 5 204 007 $     | 14 novembre 2001           | 4                  |
| France            | 170 935 entrées |                            |                    |
| Royaume-Uni       | 5 336 507 $     | 13 janvier 2002            | 6                  |
| Total mondial     | 12 881 605 $    | -                          | -                  |

## Commentaires
- Le kilt porté par Elmo est celui du Clan MacGillivray (en), clan écossais des Highlands, membre du clan Chattan (en)[5].
- Felix porte un maillot de Liverpool floqué du n°9 de Robbie Fowler.